# Lauri Soininen
Lauri Soininen (Pielavesi, 1 de abril de 1875-Helsinki,  2 de septiembre de 1919) fue un periodista y poeta finlandés hijo de Eerik Soininen y Brita Kaisa Similä. 
Debutó en 1895 con Runopisareita. Escribió varias novelas policíacas. Usó otros nombres:
Lauri Sauramo, Lauri Soini, L. Sininen, y Juho Ahava.